# Fernanda Paz Hidalgo Meléndez
Pour les articles homonymes, voir Meléndez.
Fernanda Paz Hidalgo Meléndez est une gardienne internationale chilienne de rink hockey. 

## Palmarès
En 2016, elle participe au championnat du monde.